# Colțirea, Maramureș
Colțirea este un sat în comuna Ardusat din județul Maramureș, Transilvania, România.

## Istoric
Prima atestare documentară: 1566 (Koltzir, Koltzier). 

## Etimologie
Etimologia numelui localității: din apelativul colț (< sl. kolĭcĭ, cf. bg. kolec „țăruș“, sb. kolac „țăruș“, pol. kolec „ghimpe”), sinonim cu coltău „cotlon, ungher”, cu referire la aspectul geomorfologic al zonei, la care se adaugă suf. top. -a. 

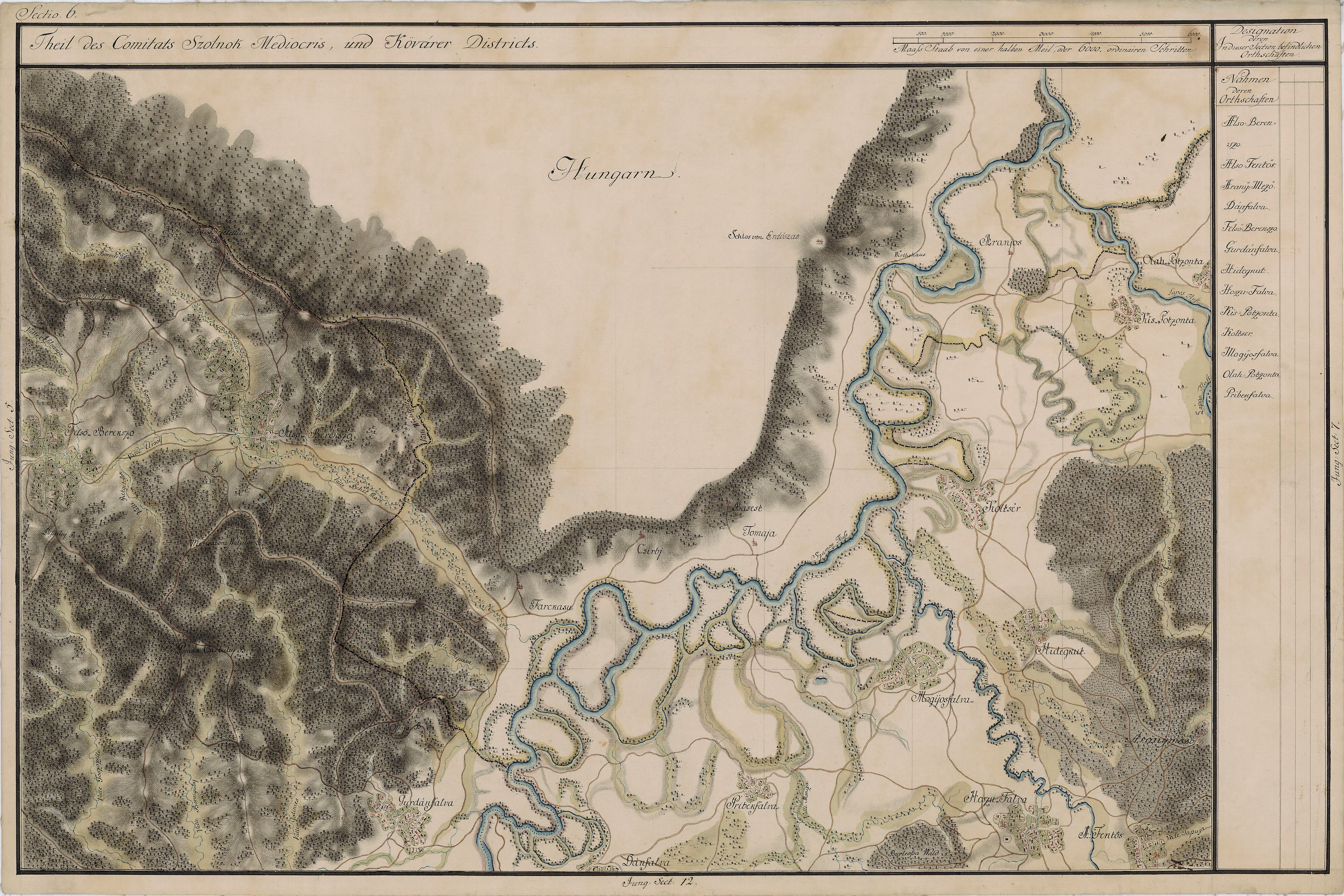
Colţirea în Harta Iosefină a Transilvaniei

## Demografie
La recensământul din 2011, populația era de 455 locuitori. 